# سلطان بن سالم الحبسي
سلطان بن سالم الحبسي وزير المالية العُماني، ورئيس مجلس إدارة كل من جهاز الاستثمار العماني منذ 6 يوليو 2020، والمركز الوطني للتشغيل منذ 2019.